# Roderick McDonald (Canada-Ouest)
Pour les articles homonymes, voir Roderick McDonald et McDonald.
Roderick McDonald  (mort le 7 avril 1885) est un médecin et un homme politique du Canada-Ouest. Il représente la ville de Cornwall à l'Assemblée législative de la province du Canada.

## Biographie
Vivant près de la rivière Raisin à proximité de St. Andrew's, il étudie à l'Université McGill et gradue en 1834. Il pratique ensuite à Cornwall et sert comme trésorier des Comtés unis de Stormont, Dundas et Glengarry et lieutenant-colonel dans la milice locale.
McDonald meurt en avril 1885.